# 小湊町 (青森県)
小湊町（こみなとまち）は、かつて青森県にあった町。

## 地理
北側は陸奥湾に面している。
小湊港があったことから、日本鉄道が開業前に一時期終着駅を設置する構想を打ち出したほか、1946（昭和21）年7月1日から1949（昭和24）年7月15日まで函館港との間で青函連絡船の補助航路としての小湊航路が開設されていた。
- 河川：盛田川、長橋川、明神川、間木川、白砂川、中沢川
- 山岳：椿山、芽岳、丸山、笹森山、前高森山、鍋森山、大栗山、水ケ沢山、流山、引ノ越山

## 沿革
- 1889年（明治22年）4月1日 - 町村制施行により東津軽郡小湊村、盛田村、福島村、浅所村、田茂木村、内童子村、浜子村、沼館村、白砂村、東滝村、東田沢村、福館村が合併し、中平内村（なかひらないむら）が発足。
- 1928年（昭和3年）10月1日 - 町制施行し小湊町に改称。
- 1955年（昭和30年）3月31日 - 東津軽郡東平内村、西平内村と合併し、平内町となり消滅[1]。

## 交通
- 国鉄東北本線小湊駅